# Terelimella aupouria
Terelimella aupouria är en snäckart som först beskrevs av Powell 1937.  Terelimella aupouria ingår i släktet Terelimella och familjen Pyramidellidae. Inga underarter finns listade i Catalogue of Life.